# Oddworld: Abe’s Oddysee
Oddworld: Abe’s Oddysee ist ein Jump ’n’ Run des US-amerikanischen Videospielentwicklers Oddworld Inhabitants und der erste Titel der Oddworld-Reihe. Er wurde erstmals 1997 über den US-amerikanischen Publisher GT Interactive für PlayStation und DOS veröffentlicht. Darin versucht die Spielfigur Abe aus seiner Gefangenschaft in einer Fleischfabrik zu entfliehen und sein versklavtes Volk zu befreien. Das Spiel wurde unter dem Titel Oddworld: Adventures für Game Boy adaptiert. Es folgten zudem mehrere Wiederveröffentlichungen auf weiteren Plattformen. Der Titel bildete den Auftakt zu einer Reihe weiterer Spiele in der Oddworld-Spielwelt.

## Handlung
Abe’s Oddysee spielt auf dem Kontinent Mudos der fiktiven Welt Oddworld (deutsch etwa: sonderbare Welt). Die Handlung wird als Rückblick durch die namensgebende Spielfigur Abe erzählt. Abe ist ein Wesen aus dem Volk der Mudokaner (englisch: Mudokons) und eigentlich ein Anti-Held. Wie viele seines Volkes ist er ein Sklave des Fleischproduzenten Molluck aus dem Volk der Glukkons. Als solcher ist er für das Bohnern der Gänge in dessen Lebensmittelfabrik RuptureFarms (von englisch: to rupture = aufreißen) zuständig. Während seines Dienstes belauscht Abe zufällig eine Vorstandssitzung. Er erfährt, dass die Firma als Reaktion auf die nahezu ausgelöschten Nutztier-Bestände ein neues Lebensmittelprodukt mit der Bezeichnung „New ’n’ Tasty“ (deutsch: Neu und lecker) auf den Markt zu bringen gedenkt. Grundlage dafür soll das Fleisch der Mudokaner sein. Ob dieser Erkenntnis gerät Abe in Panik und versucht zu fliehen. Dabei wird er entdeckt und verfolgt. Abes Ziel ist es, aus RuptureFarm zu fliehen und anschließend für ihre Schließung zu sorgen, um so zu verhindern, dass die Produktion von New ’n’ Tasty anlaufen kann. Er stößt dabei im Verlauf des Spiels auf die Spuren einer Prophezeiung, wonach er auserwählt ist, sein Volk aus der Sklaverei durch die Glukkons zu befreien. Ein weiteres Ziel während des gesamten Spiels ist die Rettung möglichst aller 99 im Spiel verteilt vorkommender Artgenossen. Vom Erfolg des Spielers hierbei ist der Ausgang des Spiels abhängig, wo zwischen einem guten Ende und einem schlechten Ausgang unterschieden wird. Daneben gibt es eine erweiterte Variante des guten Endes, sofern der Spieler alle 99 Mudokaner befreien kann. Das gute Ende gilt als kanonisch und ist Grundlage für den Nachfolgetitel Oddworld: Abe’s Exoddus.

## Spielprinzip
Das Spielprinzip entspricht den grundlegenden Merkmalen des Jump-’n’-Run-Genres. Der Spieler steuert die Spielfigur Abe direkt mit Hilfe des Gamecontrollers bzw. der Tastatur. Das Spiel wird dabei aus einer Sidescrolling-Perspektive präsentiert, die Spielwelt setzt sich aus vorgerenderten, zweidimensionalen Bilderkulissen zusammen. Der Übergang zwischen den Kulissen ist dabei animiert oder mit Hilfe von CGI-Zwischensequenzen inszeniert, sodass der Eindruck einer zusammenhängenden Spielwelt und einer filmischen Präsentation entsteht. Auf dem Weg durch die Spielwelt muss die Spielfigur genreüblich mithilfe gewisser Bewegungsbefehle wie Rennen, Springen, Klettern oder Schleichen diverse Geschicklichkeitsübungen bestehen, die eine präzise Steuerung und sorgfältiges Timing durch den Spieler erfordern. Eine Besonderheit des Spiels ist die sogenannte A.L.I.V.E.-Spielengine (Aware Lifeforms In Virtual Entertainment), die das Verhalten der Spielweltbewohner bestimmt. Mit ihnen kann die Spielfigur Abe mit Hilfe eines als GameSpeak bezeichneten Dialogsystems kommunizieren. Auf diese Weise kann Abe beispielsweise einfache Befehle wie „Folge mir“ und „Warte“ erteilen. Dies kommt beispielsweise bei der Rettung von Abes Artgenossen zum Einsatz, die auf diese Weise durch mitunter gefährliches Terrain zu definierten Fluchtpunkten gelotst werden müssen. Weiterhin kann Abe mit Hilfe der GameSpeak-Funktionen die Kontrolle über bestimmte Spielfiguren übernehmen, Verbindungsportale zu anderweitig unzugänglichen Spielbereichen öffnen und melodiebasierte Aufgaben lösen. Dies erweitert das übliche Genreprinzip um zusätzliche Rätselfunktionen. Die Entscheidungen des Spielers werden mit Hilfe einer als QARMA bezeichneten Routine überwacht und beeinflussen den Ausgang des Spiels.

## Entwicklung
Abe’s Oddysee war der erste Titel des im Oktober 1994 gegründeten Entwicklungsstudios Oddworld Inhabitants. Die Gründer Sherry McKenna und Lorne Lanning waren zuvor als Spezialisten für Visuelle Effekte für das Unternehmen Rhythm & Hues in der Filmbranche tätig. Lannings Motivation für den Branchenwechsel war die Etablierung einer eigenen Marke, über die er volle kreative Kontrolle behalten konnte, um seine eigenen Erzählvorstellungen umzusetzen. Nachdem er in der Filmindustrie keinen Möglichkeit sah eine eigene, mit Hilfe von Computertechnik generierte Erzählung zu produzieren, entschied sich Lanning für die Gründung eines Entwicklungsstudios für Computerspiele, um in der aufstrebenden Spielebranche Fuß zu fassen. Die Entwicklung des Spiels begann im Januar 1995 unter dem vorläufigen Titel Soul Storm. Am 17. September 1996 erwarb Publisher GT Interactive von Creative Programming and Technology Ventures, Inc. einen 50%igen Firmenanteil an Oddworld Inhabitants einschließlich der weltweit exklusiven Veröffentlichungsrechte. Das Unternehmen änderte den Titel des Spiels erst zu Epic und schließlich zu Oddworld: Abe’s Oddysee.
Das Team bestand aus 35 Mitarbeitern, die Entwicklungskosten beliefen sich auf drei Millionen US-Dollar. Die Thematik ist beeinflusst durch die Zukunftsdystopie Soylent Green. Als spielerisches Vorbild nannte Lanning in einer Retrospektive den Titel Flashback. Im Gegensatz zu späteren Oddworld-Titeln wirkte Abe’s Oddysee noch recht albern. Serienschöpfer Lanning bezeichnete dies als eine dem Zeitgeist und den technischen Limitierungen geschuldete Ausrichtung. Demnach seien zu Arbeitsbeginn keine Spiele für Erwachsene wie Grand Theft Auto führend gewesen, sondern familientauglichere Titel wie Super Mario und Sonic. Durch die begrenzte Auflösung und beschränkte Rechenkapazitäten musste zudem auf eine comicartige Optik gesetzt werden.
Die PlayStation-Fassung des Spiels wurde am 19. September 1997 veröffentlicht. Die Veröffentlichung des Spiels erfolgte durch eine zehn Millionen US-Dollar teure, weltweite Werbekampagne aus Printanzeigen, TV-Spots und Online-Support. Weiterhin gab es Cross-Promotion mit Konsolenhersteller Sony und dem Musiksender MTV.

## Synchronisation
Abgesehen von der Gamespeakfunktion wurden auch die Zwischensequenzen vertont. Im Original sowie in der deutschen Version werden alle Rollen von einer Person gesprochen. Der Originalsprecher des Spieles ist Lorne Lanning, welcher auch leitender Programmierer ist. In der deutschen Version übernahm der, damals noch unbekanntere, Synchronsprecher Monty Arnold die Rolle. Die deutsche Synchronfirma war das Highlight Tonstudio, Hamburg.

## Rezeption
| PlayStation                   | PlayStation |         |
| Publikation                   | Wertung     |         |
| ----------------------------- | ----------- | ------- |
| Fun Generation                | 10 von 10   |         |
| Video Games                   | 87 %        |         |
| EGM                           | 8,5 von 10  |         |
| GamePro (US)                  | 4,5 von 5   |         |
| GameSpot                      | 8,1 von 10  |         |
| Gaming Age                    | 97 %        |         |
| IGN                           | 7,5 von 10  |         |
| Official Playstation Magazine | 80 %        |         |
| PSX Nation                    | 94 %        |         |
| Metawertungen                 |             |         |
| GameRankings                  | 87,94 %     | 87,94 % |
| Metacritic                    | 85 %        | 85 %    |
| Windows                       |             |         |
| Publikation                   | Wertung     |         |
| GameStar                      | 75 %        |         |
| PC Action                     | 80 %        |         |
| PC Games                      | 79 %        |         |
| PC Player                     | 85 %        |         |
| Power Play                    | 80 %        |         |
| Computer Gaming World         | 3,5 von 5   |         |
| GameSpot                      | 8.1 von 10  |         |
| PC Gamer (UK)                 | 72 %        |         |
| PC Zone                       | 81 %        |         |
| Metawertungen                 |             |         |
| GameRankings                  | 79,13 %     | 79,13 % |

### Rezensionen
Die PlayStation-Fassung von Abe’s Oddysee erhielt mehrheitlich positive Bewertungen (GameRankings: 87,94 % / Metacritic: 85 %). Auch die PC-Fassung erhielt gute, im Durchschnitt jedoch niedrigere Wertungen (GameRankings: 79,13 %).

„Man merkt, daß die Oddworldler ihr Handwerk in Hollywood gelernt haben: Kameraführung, Musikuntermalung sowie Charaktere sind absolut filmreif.“

„Nur alle paar Jubeljahre darf man als Redakteur miterleben, wie ein neuer Star am Videospielhimmel aufzieht und geboren wird. Mit der Ankunft von Oddworlds hinreißendem Raumkosmetiker Abe, den man ohne Bedenken in einem Atemzug mit Donald Duck, den Lemmingen, EWJ oder Donkey nennen kann, ist solch ein Star auf der Playstation gelandet.“

„Das Spiel entwickelt durch das nahtlose Überblenden zwischen 2D-Plattforming und perfekt eingepaßten 3D-Turns mit beeindruckender Tiefenwirkung eine atemberaubende Atmosphäre, wie sie noch nie zu erleben war.“

“It’s easy to fall in love with Abe’s Oddysee, but don't go running off to get married without a second look. Yes, it’s beautiful, funny, and full of personality, but be prepared to have to prove your worth over and over again before getting any prvileges.”

„Es ist einfach, sich in Abe’s Oddysee zu verlieben, doch rennt nicht blindlings zum Traualtar ohne einen zweiten Blick darauf zu werfen. Ja, es ist wunderschön, lustig und voller Persönlichkeit, doch richtet euch darauf ein, dass ihr euren Wert immer wieder auf’s neue beweisen müsst, bevor ihr irgendwelche Privilegien erhaltet.“

“Abe’s Oddysee represents one of the first successful meetings of Hollywood and Silicon Valley. It’s basically a collection of puzzles combined flawlessly to form a cohesive and interesting story line.”

„Abe’s Oddysee repräsentiert eine der ersten erfolgreichen Verbindungen von Hollywood und Silicon Valley. Im Grunde ist es eine Sammlung von Puzzlen, tadellos kombiniert um daraus einen geschlossenen und interessanten Handlungsleitfaden zu formen.“

“Its been a while since a platformer has evolved into something more than your standard run and jump fare type game. Abe’s Oddysee has taken the standard platformer and made it into a complete game.”

„Es ist eine Weile her, dass sich ein Plattformer zu mehr als einem üblichen Renn- und Springspiel entwickelt hat. Abe’s Oddysee hat das Standardprinzip eines Plattformers genommen und daraus ein komplett neues Spiel gemacht.“

### Verkaufszahlen und Auszeichnungen
Am 17. Februar 1998 gab GT Interactive im Rahmen seines Quartalsberichts den Verkauf von einer Million Kopien des Spiels bekannt und bewertete den Titel als großen Erfolg. Insgesamt wurde die Erstveröffentlichung von Abe’s Oddysee 3,5 Millionen Mal verkauft. Hinzu kommen Stand August 2011 weitere 1,5 Millionen verkaufte Kopien des Spiels per digitaler Distribution.
Auszeichnungen
- Beste Regie – CD-ROM/Game Platform World Animation Festival, 1997
- Wire Award for Games – Multimedia Wire, 1997
- 1997 Video Game Approval – Parent’s Choice Foundation, 1997
- Silver Review Award – Electronic Gaming Monthly, 1997
- 1998 Best Voice Acting Award – Electronic Gaming Monthly, 1997
- Konsolenspiel des Monats – Nov. Escape UK, 1997

2011 zählte Abe’s Oddysee zu den drei PlayStation-Spielen, die das Smithsonian American Art Museum für seine Ausstellung The Art of Video Games als Beispiele für die künstlerische Gestaltung von Actionspielen dieser Konsole vorschlug. Nach öffentlicher Abstimmung unterlag es jedoch gegen Metal Gear Solid.

### Die Spielfigur Abe
Die Spielfigur Abe entwickelte sich zu einem inoffiziellen Maskottchen der Oddworld-Spielwelt und der PlayStation-Konsole, das über das Spiel hinaus wirkte.
Anlässlich der Oscar-Nominierungen 1999 veröffentlichte Oddworld Inhabitants einen knapp 15-minütigen Animationsfilm mit dem Titel Oddworld: Abe’s Exoddus: The Movie. Er setzt sich aus Zwischensequenzen des Nachfolgetitels Oddworld: Abe’s Exoddus und einigen speziell für den Film entworfenen Szenen zusammen. Der Film ist der erste Computerspiel-Film, der als möglicher Kandidat für die Oscar-Nominierungen eingereicht wurde. Um die dafür notwendigen Kriterien zu erfüllen, ließ Publisher GT Interactive den Film vom 27. bis zum 29. Oktober 1998 in den Laemmle Theaters in Los Angeles aufführen.
Am 16. November 1998 veröffentlichte das deutsche Elektropop- und Dancemusic-Projekt Music Instructor das Musikstück Music Instructor feat. Abe – Get freaky, in dem auch eine kurze Gesangseinlage der Spielfigur zu hören ist. Abe tritt zudem im dazugehörigen Videoclip auf, der in der Oddworld-Spielwelt angesiedelt ist. Die Single stieg am 5. Januar 1999 auf Platz 5 der deutschen Singlecharts ein und erhielt eine Platinauszeichnung des Bundesverband Musikindustrie. Auch in Österreich und der Schweiz erreicht das Lied Chartplatzierungen.
Im März 2002 wählte das Technologie-Magazin Wired Abe als Titelbild ihrer Ausgabe 10.03 zum Thema Fortschritte bei der Entwicklung Künstlicher Intelligenz.

## Nachfolgeprojekte

### Oddworld: Adventures
Oddworld: Adventures ist eine vom US-amerikanischen Entwicklungsstudio Saffire speziell auf den Game Boy angepasste Version von Abe’s Oddysee. Sie wurde am 4. Dezember 1998 veröffentlicht und trägt der geringeren Leistung der Handheld-Spielekonsole Rechnung. Das Spiel war GT Interactives erste Veröffentlichung für die Handheld-Spielekonsole von Nintendo.

### Oddworld: New ’n’ Tasty!
2010 kündigte Oddworld Inhabitants in Zusammenarbeit mit dem britischen Entwicklungsstudium Just Add Water die Überarbeitung und Wiederveröffentlichung aller bisherigen Oddworld-Spiele. Für die Spiele Strangers Vergeltung und Munch’s Oddysee wurden dabei vor allem die Auflösung von Texturen und Charaktermodellen erhöht. Mit dem Arbeitstitel Abe HD kündigten die beiden Unternehmen am 31. Januar 2011 dagegen ein stark überarbeitetes Remake an, in dem die ursprünglich zweidimensional gestaltete Spielwelt anhand der originalen Vorlagen in 3D-Grafik überführt werden sollte. Auf der Eurogamer Expo im September 2012 wurde das Spiel mit dem Titel Oddworld: Abe’s Oddysee – New ’n’ Tasty erstmals öffentlich präsentiert. Das Spielprinzip und der Spielaufbau sollten – mit leichten Anpassungen – beibehalten werden. Eine Veränderung im Vergleich zum Vorgänger sind dagegen die nun zusammenhängenden Levelabschnitte statt permanenter Szenenwechsel. Einige Aktionen, die in der Erstveröffentlichung durch das Verlassen des Bildschirms zurückgesetzt werden konnten, mussten daher auf diese neue Spielweltgestaltung angepasst werden.
Gegenüber der Presse äußerte Serienschöpfer Lanning im März 2014, dass insgesamt rund fünf Millionen US-Dollar in das Spiel investiert worden seien, wovon allerdings schätzungsweise zwei bis drei Millionen US-Dollar auf die noch von Oddworld Inhabitants selbst entwickelten und wiederverwerteten Materialien fielen und lediglich zwei Millionen frischem Kapital entsprachen. Lanning gab außerdem an, dass für die Amortisation des Projekts bei einem Verkaufspreis von rund 30 US-Dollar etwa 250.000 verkaufte Kopien benötigt würden und bei rund 500.000 verkauften Kopien ausreichend Geld zusammenkäme, um ein neues Oddworld-Spiel zu entwickeln.

### Oddworld: Abe’s Exoddus
Abe’s Oddysee war als erster Teil einer fünfteiligen Serie um die Spielwelt Oddworld, der sogenannten Quintology, und mit jeweils unterschiedlichen Hauptcharakteren geplant. Aufgrund des Erfolgs von Abe’s Oddysee veröffentlichte Oddworld Inhabitants zusammen mit GT Interactive vom Plan abweichend bereits nach einem Jahr den Titel Oddworld: Abe’s Exoddus, abermals mit der Figur Abe in der Hauptrolle. Das Spiel setzte das bekannte Prinzip des ersten Teils ohne große Änderungen fort. Erst 2001 erschien mit Oddworld: Munch’s Oddysee der ursprünglich geplante zweite Teil der Quintology.